# フナガモ

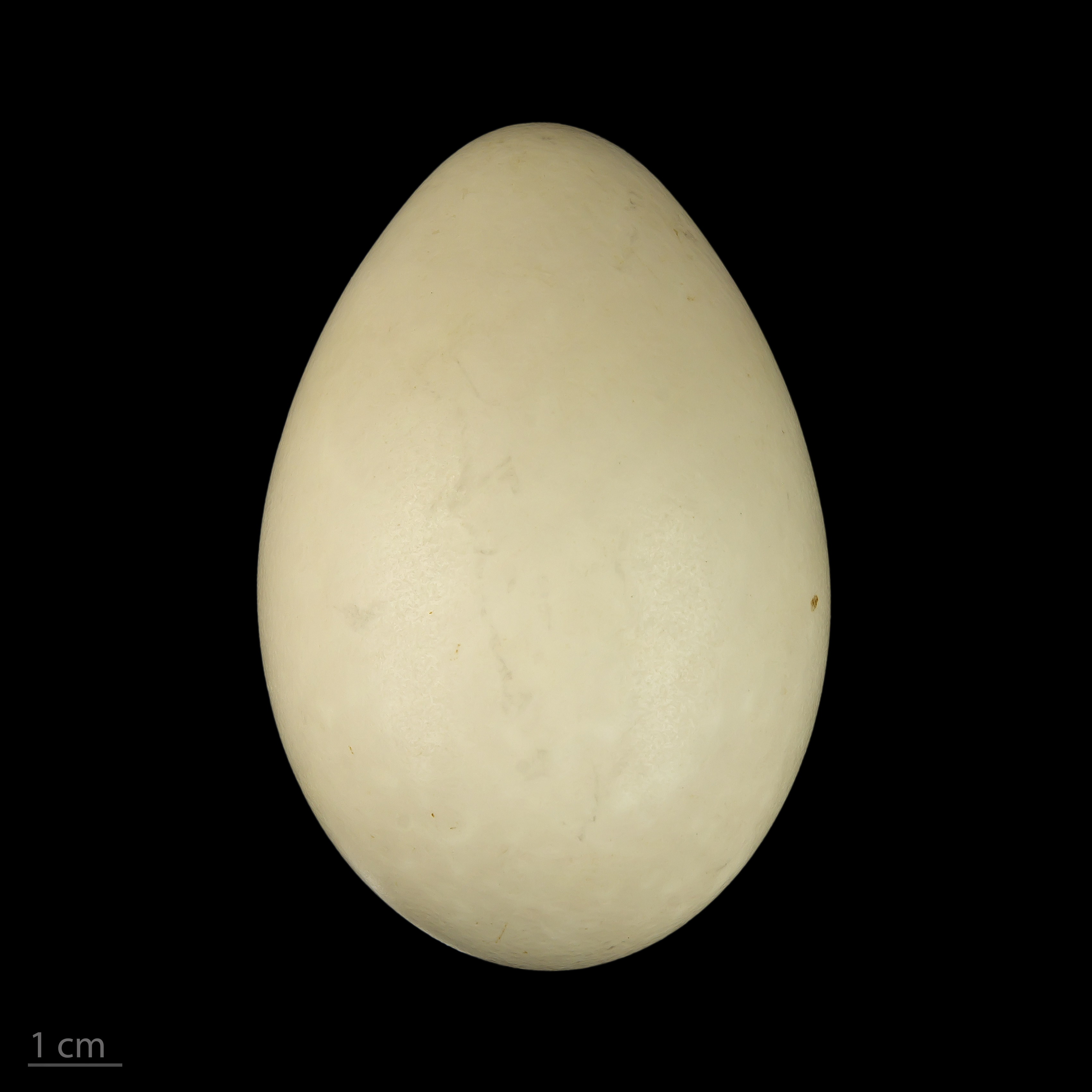
Tachyeres brachypterus

フナガモ （舟鴨、学名：Tachyeres brachypterus）は、カモ目カモ科に分類される鳥類の一種である。和名は、大きな足で水を蹴立てて水面を走る様子が、まるで水面を船が走るように見えることからついた。

## 分布
南アメリカのフォークランド諸島に分布する。

## 形態
雄は頭部が淡色で頸から下は青灰色。雌はやや褐色がかった体色である。雌雄とも胸から腹および下尾筒までは白色。後頸部に黄色い帯がある。
体はずんぐりとしており、嘴は厚く、足は太く大きい。

## 生態
海岸やその沿岸に生息する。繁殖期はテリトリーを持ち、雌雄とも侵入者を激しく攻撃する。
食性は動物食で、潜水が巧みで海底の貝類や甲殻類を捕食する。
海岸に沿った草地に営巣し、巣の内部に羽毛を敷きこむ。しばしば、ペンギン類の古巣も利用する。1腹5-8個の卵を産み、抱卵期間は28-40日である。抱卵は雌が行うが、その間雄は巣の周囲で見張りを行う。雛が成長するまでは親が付き添うが、幼鳥に成長すると親は自分の子供に対して攻撃を加え、自分たちから引き離してしまう。その後、幼鳥だけが集まり群れを形成する。
本種は翼はあるものの飛翔力は退化しており、飛ぶことはできない。

## 絶滅危惧評価
- LEAST CONCERN (IUCN Red List Ver. 3.1 (2001))
[1]

## 参照・注釈
1. ↑  Tachyeres brachypterus  (Species Factsheet by BirdLife International)